# Carpoapseudes oculicornutus
Carpoapseudes oculicornutus är en kräftdjursart som beskrevs av Lang 1968. Carpoapseudes oculicornutus ingår i släktet Carpoapseudes och familjen Apseudidae. Inga underarter finns listade i Catalogue of Life.